# Whitmans Rückkehr
Whitmans Rückkehr (Originaltitel: Blowback) ist ein Thriller von Mark L. Lester aus dem Jahr 2000.

## Handlung
Der Serienmörder Claude Whitman hat in San Francisco neun brutale Ritualmorde begangen. Als er zum Tode in der Gaskammer verurteilt wird, zeigt er jedoch statt Reue nur Verachtung und droht mit Rache. Inspector Don Morell, der den Täter gefasst hat, trennt sich anschließend von seiner Frau, der Anwältin Charlotte Hart-Morrel, die ebenfalls an dem Fall beteiligt war. Nach der Vollstreckung der Todesstrafe wird die Leiche heimlich von einer Gruppe um den FBI-Agenten Norwood entwendet und operiert.
Einige Zeit später beginnt in der Stadt eine neue Mordserie. Das Vorgehen des Täters erinnert alle sofort an die Handschrift des toten Whitman. Die Opfer werden wie heilige Märtyrer entstellt. Außerdem hinterlässt der Täter bei jeder Leiche Hinweise auf die Bibel. Morrell profitiert davon, dass er ursprünglich Priester werden wollte. Dank seiner theologischen Kenntnisse kann er die Botschaften problemlos deuten.
Obwohl er immer noch unter den Nachwirkungen des Whitman-Falls leidet, macht er sich mit seiner Partnerin Monica Ricci auf die Jagd nach dem neuen Psychopathen. Der dubiose Agent Norwood schließt sich ihnen an. Später ist auch Charlotte zur Versöhnung bereit.
Keiner von ihnen weiß jedoch, dass ein Mann namens Schmidt, der früher bei Norwood gearbeitet hat, der Täter ist. Er sinnt auf Rache und will alle Beteiligten des Whitman-Prozesses ermorden. Aber die Namen wurden nie veröffentlicht.

## Kritiken
- Die Zeitschrift Cinema schreibt über den Film: „Die Darsteller sind gar nicht so schlecht, aber das Drehbuch ist löchrig wie ein Schweizer Käse.“